# Vattenvisan
Vattenvisan är en barnvisa med text av Lennart Hellsing och med musik av Lille Bror Söderlundh, vilken publicerades 1960 i Våra visor 3. Sången skrevs för skolradioprogrammet Bara vanligt vatten 1957, och hade ursprungligen sju strofer. Vid publiceringen togs två av dem bort.

## Publikation
- Våra visor 3, 1960
- Barnvisboken, 1977, som "Dripp dropp dripp dropp (Vattenvisan)"
- Smått å gott, 1977
- Barnens svenska sångbok, 1999, under rubriken "Sånger för småfolk".
- Barnvisor och sånglekar till enkelt komp, 1984

## Inspelningar
En tidig inspelning gjordes av Kerstin Andebys barnkör & Peter Wanngrens orkester, och gavs ut på skiva 1995.